# ライプニッツの公式
ライプニッツの公式（ライプニッツのこうしき、英語: Leibniz formula）とは円周率の値を求めるための公式の一つである。以下の級数で表される。
{\displaystyle 1-{\frac {1}{3}}+{\frac {1}{5}}-{\frac {1}{7}}+{\frac {1}{9}}-\cdots ={\frac {\pi }{4}}}
これは初項が 1 で各項が奇数の逆数である交項級数が π / 4 (= 0.785398…) に収束することを意味する。総和の記号を用いると以下のようになる。
{\displaystyle \sum _{n=0}^{\infty }{\frac {(-1)^{n}}{2n+1}}={\frac {\pi }{4}}}
この公式を名付けたのはライプニッツであるが、これはすでに15世紀のインドの数学者マーダヴァがライプニッツより300年ほど前に発見していたものである。公式の発見がマーダヴァの功績であることを示すためにマーダヴァ-ライプニッツ級数と呼ばれることもある。

## 証明

### 冪級数展開を用いる証明
三角関数の一つ tan θ を θ について微分すると
{\displaystyle {\frac {\mathrm {d} }{\mathrm {d} \theta }}\tan \theta =1+\tan ^{2}\theta }
となる。ここで tan θ = x とおくと
{\displaystyle {\frac {\mathrm {d} x}{\mathrm {d} \theta }}=1+x^{2},\quad {\frac {\mathrm {d} \theta }{\mathrm {d} x}}={\frac {1}{1+x^{2}}}\quad \cdots (1)}
が導かれる。
また以下の等比級数を考える。
{\displaystyle 1-x^{2}+x^{4}-x^{6}+x^{8}-\cdots ={\frac {1}{1+x^{2}}}\qquad (|x|<1)\quad \cdots (2)}
左辺は公比が −x2 であり、|−x2| < 1 すなわち |x| < 1 のとき 1/(1 + x2) に収束する。(1), (2)式から
{\displaystyle {\frac {\mathrm {d} \theta }{\mathrm {d} x}}=1-x^{2}+x^{4}-x^{6}+x^{8}-\cdots \qquad (|x|<1)}
が得られる。この両辺を x について項別積分すれば
{\displaystyle \theta =x-{\frac {x^{3}}{3}}+{\frac {x^{5}}{5}}-{\frac {x^{7}}{7}}+{\frac {x^{9}}{9}}-\cdots \qquad (|x|<1)\quad \cdots (3)}
となる（この時、左辺をarctan xと表すとグレゴリー級数のかたちとなる）。（x = 0のとき θ = 0 であるから定数項は 0 である。）tan θ = x としたので θ = π/4 のとき x = 1 である。これを利用して(3)式に θ = π/4 と x = 1 を代入すると
{\displaystyle {\frac {\pi }{4}}=1-{\frac {1}{3}}+{\frac {1}{5}}-{\frac {1}{7}}+{\frac {1}{9}}-\cdots }
という式が現れる。ただし x = 1 は |x| < 1 の条件に反するので(3)式に x = 1 を代入できるかどうかが問題になるが、この場合は代入してもよいことが分かっている（アーベルの連続性定理）。

### フーリエ級数を用いた証明
方形波をフーリエ級数で表す証明法もある。方形波 f(x) を
{\displaystyle f(x)={\begin{cases}-1&\quad -\pi \leq x<0\\1&\quad 0\leq x<\pi \end{cases}}}
と定義する（これは区分的に滑らかな関数で [−π, π) 上可積分である）と、フーリエ係数 an はこの方形波が奇関数なので 0 であり、bn は以下の式で表す。
{\displaystyle {\begin{aligned}b_{n}&={\frac {1}{\pi }}\int _{-\pi }^{\pi }f(x)\sin nx\,dx\\&={\frac {1}{\pi }}\left\{\int _{-\pi }^{0}(-1)\sin nx\,dx+\int _{0}^{\pi }1\cdot \sin nx\,dx\right\}\\\end{aligned}}}
これを計算すると以下のようになる。
{\displaystyle b_{n}={\begin{cases}{\dfrac {4}{n\pi }}&\quad n=2k+1\quad (k\in \mathbb {N} )\\0&\quad n=2k\\\end{cases}}}
したがって方形波のフーリエ級数は
{\displaystyle f(x)={\frac {4}{\pi }}\left(\sin x+{\frac {1}{3}}\sin 3x+{\frac {1}{5}}\sin 5x+\dotsb \right)}
となり、f(x) は x = π/2 において連続であるから、両辺に x = π/2 を代入すると
{\displaystyle 1={\frac {4}{\pi }}\left(1-{\frac {1}{3}}+{\frac {1}{5}}-\dotsb \right)}
であるのでライプニッツの公式が得られる。

## 性質
この公式は単純な形をしているが、実際の円周率の計算に用いるには収束が非常に遅いために全く適していない。10進法での正確な値 (= 3.1415926535…) を10桁分計算するだけで100億回以上の計算を要するほどである。ちなみに最初の500万項の部分和を計算すると π の近似値として
3.1415924535897932384646433832795027841971693993873058…
が得られる。下線の引かれている桁だけ間違っているが、こういった誤差がいくらになるのか予想することは次の近似式で可能である。
{\displaystyle {\frac {\pi }{4}}-\sum _{n=0}^{\tfrac {N}{2}}{\frac {(-1)^{n}}{2n+1}}\sim {\frac {1}{2}}\sum _{m=0}^{\infty }{\frac {E_{2m}}{N^{2m+1}}}}
Ek はオイラー数、N は 4 で割り切れる自然数である。N に 10 の累乗数を代入すると、右辺の部分和からこの公式で求めた10進法表記での誤りが現れる桁の位置とその誤差を計算できる。